# Saison 1977-1978 du Stade quimpérois
Maillots
Chronologie
Saison précédente Saison suivante
La saison 1977-1978 du Stade Quimpérois débute le 13 août 1977 avec la première journée du Championnat de France de Division 2 (Groupe B), pour se terminer le 27 mai 1978 avec la dernière journée de cette compétition.
Le Stade Quimpérois est également engagé en Coupe de France mais le club est éliminé dès le 6e tour par l'AS Brestoise, un but à zéro après prolongation.

## Résumé de la saison

### Une saison moyenne en D2

#### En Division 2
Après une excellente saison en Division 2 marqué par une 5e place à 8 points du FC Rouen, barragiste. Le club quimpérois est en Division 2 pour une seconde saison consécutive à ce niveau, la cinquième au total. Après deux premiers matchs marqués par 3 points pris sur 4 possibles, l'équipe enchaîne trois défaites, les classant à la 14e place. Ce début de saison est marqué par de fortes affluences à Penvillers lors des derbys face aux autres équipes bretonnes (7 861 face à Brest et 6 002 contre Rennes), ce dernier tout juste relégué de Division 1. Dès lors, le Stade quimpérois enchaîne jusqu'à la mi-saison de bons résultats, grimpant à la 12e place avec 15 points. La seconde partie est plus compliquée, les quimpérois ne gagnent aucun match mais perdent peu, durant les 10 premiers matchs de la phase retour, les quimpérois font match nul à 7 reprises, faisant perdre une place au classement, le Stade Q est treizième du classement. Après cette série de matchs nuls, le club remonte à la 11e place grâce à 2 nouvelles victoires entre la 27e et la 31e journée. Cependant, l'équipe se relâche et perd ses trois derniers matchs de championnat. Finalement, le club termine 13e avec 28 points, remportant seulement 7 matchs, faisant 14 matchs nuls et perdant à 13 reprises, terminant à 6 points de la zone de relégation. L'équipe marqua à 32 reprises, une des pires attaques du championnat, le milieu de terrain Jacques Castellan termine meilleur buteur de l'équipe avec ses 11 buts marqués. La défense quimpéroise encaissa 45 buts, un nombre plutôt faible par rapport aux autres équipes du niveau des quimpérois.

#### En Coupe de France
En Coupe de France, les Quimpérois débutent leur parcours à Brest, affrontant l'AS Brestoise, club de niveau régional jouant en Division d'Honneur, pour le compte du 6e tour. Au Stade Ménez-Paul, les quimpérois n'arrive pas à marquer durant les 90 minutes. À la suite de cela, les Quimpérois doivent jouer les prolongations qui verront les Brestois marquer et finalement le Stade Q est éliminé sur le score d'un but à zéro dès le premier tour où rentrent les clubs de Division 2. Quant à l'AS Brestoise, le club nord-finistérien est éliminé de la Coupe de France au tour suivant, par le Stade rennais FC sur le score de cinq buts à zéro.

## L'effectif de la saison
Ce tableau récapitule l'effectif du Stade quimpérois, lors de cette saison,.
| Poste | Nat | Nom                  | Naissance         | Sélection | Championnat | Championnat | Coupe France | Coupe France | Total Saison | Total Saison |
| Poste | Nat | Nom                  | Naissance         | Sélection | M           | But inscrit | M            | But inscrit  | M            | But inscrit  |
| ----- | --- | -------------------- | ----------------- | --------- | ----------- | ----------- | ------------ | ------------ | ------------ | ------------ |
| G     | FRA | Jean-Noël Dusé       | 15 décembre 1948  | -         | 34          | 0           | 0            | 0            | 34           | 0            |
| G     | FRA | Jean-Marie Lachivert | 25 août 1958      | -         | 0           | 0           | 0            | 0            | 0            | 0            |
| G     | FRA | Jean-Yves Larzul     | 12 avril 1951     | -         | 0           | 0           | 0            | 0            | 0            | 0            |
| D     | FRA | Gérard Thomas        | 10 mai 1949       | -         | 15          | 2           | 0            | 0            | 15           | 2            |
| D     | FRA | Jean-Yves Lecoeur    | 21 juillet 1948   | -         | 23          | 0           | 0            | 0            | 23           | 0            |
| D     | FRA | Jean-Pierre Bosser   | 22 mars 1960      | -         | 1           | 0           | 0            | 0            | 1            | 0            |
| D     | FRA | Claude Gestin        | 24 septembre 1955 | -         | 0           | 0           | 0            | 0            | 0            | 0            |
| D     | FRA | Jacques Le Bourgocq  | 23 septembre 1949 | -         | 31          | 2           | 0            | 0            | 31           | 2            |
| D     | FRA | Christian Lohéac     | 4 mars 1946       | -         | 8           | 0           | 0            | 0            | 8            | 0            |
| D     | FRA | Jacques Jousseaume   | 31 janvier 1955   | -         | 28          | 2           | 0            | 0            | 28           | 2            |
| D     | FRA | Roger Le Corre       | 18 janvier 1953   | -         | 13          | 0           | 0            | 0            | 13           | 0            |
| D     | CMR | Michel Kaham         | 1er juin 1952     | Cameroun  | 20          | 1           | 0            | 0            | 20           | 1            |
| M     | FRA | Robert Dewilder      | 6 mars 1943       | -         | 28          | 1           | 0            | 0            | 28           | 1            |
| M     | FRA | Pierre Bianic        | 31 janvier 1955   | -         | 32          | 3           | 0            | 0            | 32           | 3            |
| M     | FRA | Jean-Michel Madec    | 18 mai 1960       | -         | 0           | 0           | 0            | 0            | 0            | 0            |
| M     | FRA | Maurice Dorval       | 18 octobre 1950   | -         | 17          | 0           | 0            | 0            | 17           | 0            |
| M     | FRA | Jacques Castellan    | 17 octobre 1945   | -         | 24          | 11          | 0            | 0            | 24           | 11           |
| M     | FRA | Patrick Bouricot     | 1er février 1953  | -         | 16          | 1           | 0            | 0            | 16           | 1            |
| M     | FRA | Jean-François Bideau | 22 février 1957   | -         | 1           | 0           | 0            | 0            | 1            | 0            |
| M     | FRA | Jean-Yves Morvan     | 15 juillet 1946   | -         | 10          | 0           | 0            | 0            | 10           | 0            |
| M     | FRA | Thierry Reiller      | 5 mai 1960        | -         | 0           | 0           | 0            | 0            | 0            | 0            |
| A     | FRA | Jean Cariou          | 11 mars 1949      | -         | 19          | 1           | 0            | 0            | 19           | 1            |
| A     | FRA | Bernard Huitric      | 22 août 1950      | -         | 6           | 0           | 0            | 0            | 6            | 0            |
| A     | YOU | Bozidar Jankovic     | 2 décembre 1946   | -         | 29          | 4           | 0            | 0            | 29           | 4            |
| A     | ARG | José Balducci        | 24 décembre 1945  | -         | 20          | 3           | 0            | 0            | 20           | 3            |
| A     | FRA | Claude Louarn        | 19 août 1960      | -         | 1           | 0           | 0            | 0            | 1            | 0            |

## Les rencontres de la saison

### Liste
Liste des matchs du Stade quimpérois, cette saison,,.
| Match | Date         | Compétition     | Tour    | Adversaire     | Lieu ¹ | Score    | Affluence |
| ----- | ------------ | --------------- | ------- | -------------- | ------ | -------- | --------- |
| 1     | 13 août      | Division 2      | 1       | Caen           | E      | 1-1      | 2 423     |
| 2     | 20 août      | Division 2      | 2       | Boulogne       | D      | 1-0      | 3 642     |
| 3     | 27 août      | Division 2      | 3       | Angoulême      | E      | 1-5      | 2 621     |
| 4     | 2 septembre  | Division 2      | 4       | Lucé           | D      | 0-1      | 3 009     |
| 5     | 9 septembre  | Division 2      | 5       | Tours          | E      | 0-1      | 3 407     |
| 6     | 16 septembre | Division 2      | 6       | Rennes         | D      | 0-0      | 6 002     |
| 7     | 24 septembre | Division 2      | 7       | Red Star       | E      | 3-1      | 2 431     |
| 8     | 30 septembre | Division 2      | 8       | Brest          | D      | 0-0      | 7 861     |
| 9     | 7 octobre    | Division 2      | 9       | Gueugnon       | E      | 1-2      | 3 106     |
| 10    | 14 octobre   | Division 2      | 10      | Poissy         | D      | 2-1      | 2 270     |
| 11    | 22 octobre   | Division 2      | 11      | Dunkerque      | E      | 0-4      | 2 731     |
| 12    | 28 octobre   | Division 2      | 12      | Nœux-les-Mines | D      | 0-0      | 2 487     |
| 13    | 5 novembre   | Division 2      | 13      | Limoges        | E      | 0-2      | 3 768     |
| 14    | 11 novembre  | Division 2      | 14      | Paris FC       | D      | 3-2      | 2 436     |
| 15    | 19 novembre  | Division 2      | 15      | Châteauroux    | E      | 0-0      | 1 603     |
| 16    | 26 novembre  | Division 2      | 16      | Guingamp       | E      | 3-1      | 4 647     |
| 17    | 3 décembre   | Division 2      | 17      | Lille          | D      | 1-2      | 3 563     |
| 18    | 10 décembre  | Division 2      | 18      | Boulogne       | E      | 1-1      | 1 648     |
| 19    | 18 décembre  | Coupe de France | 6e tour | AS Brest       | E      | 0-1 (ap) | -         |
| 20    | 14 janvier   | Division 2      | 19      | Angoulême      | D      | 1-1      | 1 188     |
| 21    | 21 janvier   | Division 2      | 20      | Lucé           | E      | 1-1      | 849       |
| 22    | 4 février    | Division 2      | 21      | Tours          | D      | 2-2      | 1 726     |
| 23    | 11 février   | Division 2      | 22      | Rennes         | E      | 0-2      | 2 186     |
| 24    | 25 février   | Division 2      | 23      | Red Star       | D      | 1-1      | 1 787     |
| 25    | 4 mars       | Division 2      | 24      | Brest          | E      | 0-2      | 5 641     |
| 26    | 10 mars      | Division 2      | 25      | Gueugnon       | D      | 3-3      | 2 070     |
| 27    | 25 mars      | Division 2      | 26      | Poissy         | E      | 0-0      | 492       |
| 28    | 31 mars      | Division 2      | 27      | Dunkerque      | D      | 1-0      | 1 748     |
| 29    | 8 avril      | Division 2      | 28      | Nœux-les-Mines | E      | 0-2      | 785       |
| 30    | 15 avril     | Division 2      | 29      | Limoges        | D      | 2-0      | 1 494     |
| 31    | 22 avril     | Division 2      | 30      | Paris FC       | E      | 1-1      | 1 257     |
| 32    | 28 avril     | Division 2      | 31      | Châteauroux    | D      | 0-0      | 1 087     |
| 33    | 6 mai        | Division 2      | 32      | Guingamp       | D      | 0-1      | 4 112     |
| 34    | 20 mai       | Division 2      | 33      | Lille          | E      | 2-3      | 8 697     |
| 35    | 27 mai       | Division 2      | 34      | Caen           | D      | 1-2      | 995       |

- 1 N : terrain neutre ; D : à domicile ; E : à l'extérieur ; drapeau : pays du lieu du match international ; () tirs au but

### Affluence
L'affluence à domicile du Stade Quimpérois atteint un total :
- de 47 477 spectateurs en 17 rencontres de Division 2, soit une moyenne de 2 793/match.

Affluence du Stade Quimpérois à domicile

## Bilan des compétitions
| Compétition     | Vainqueur final   | Débute au tour | Place ou tour final | Première rencontre | Dernière rencontre | Nombre |
| --------------- | ----------------- | -------------- | ------------------- | ------------------ | ------------------ | ------ |
| Division 2      | Lille OSC         | 1re journée    | 13e du Groupe B     | 13 août 1977       | 27 mai 1978        | 34     |
| Coupe de France | AS Nancy-Lorraine | 6e tour        | 6e tour             | 18 décembre 1977   | 18 décembre 1977   | 1      |

### Division 2 - Groupe B

#### Classement
| Rang | Équipe   | Pts | J  | G  | N  | P  | Bp | Bc | Diff |
| ---- | -------- | --- | -- | -- | -- | -- | -- | -- | ---- |
| 10   | Brest    | 33  | 34 | 11 | 11 | 12 | 41 | 48 | -7   |
| 11   | Boulogne | 29  | 34 | 9  | 11 | 14 | 37 | 49 | -12  |
| 12   | Rennes   | 28  | 34 | 9  | 10 | 15 | 43 | 56 | -13  |
| 13   | Quimper  | 28  | 34 | 7  | 14 | 13 | 32 | 45 | -13  |
| 14   | Guingamp | 28  | 34 | 9  | 10 | 15 | 32 | 58 | -26  |
| 15   | Limoges  | 27  | 34 | 7  | 13 | 14 | 30 | 44 | -14  |
| 16   | Poissy   | 22  | 34 | 6  | 10 | 18 | 24 | 47 | -23  |

#### Résultats
| Total  | Total  | Total | Total | Total | Total | Total | Total | Domicile | Domicile | Domicile | Domicile | Domicile | Domicile | Extérieur | Extérieur | Extérieur | Extérieur | Extérieur | Extérieur |
| Matchs | Points | V     | N     | D     | BP    | BC    | Diff. | V        | N        | D        | BP       | BC       | Diff.    | V         | N         | D         | BP        | BC        | Diff.     |
| ------ | ------ | ----- | ----- | ----- | ----- | ----- | ----- | -------- | -------- | -------- | -------- | -------- | -------- | --------- | --------- | --------- | --------- | --------- | --------- |
| 34     | 28     | 7     | 14    | 13    | 32    | 45    | -13   | 5        | 8        | 4        | 18       | 16       | +2       | 2         | 6         | 9         | 14        | 29        | -15       |

#### Résultats par journée
| Journée   | 01 | 02 | 03 | 04 | 05 | 06 | 07 | 08 | 09 | 10 | 11 | 12 | 13 | 14 | 15 | 16 | 17 | 18 | 19 | 20 | 21 | 22 | 23 | 24 | 25 | 26 | 27 | 28 | 29 | 30 | 31 | 32 | 33 | 34 |
| --------- | -- | -- | -- | -- | -- | -- | -- | -- | -- | -- | -- | -- | -- | -- | -- | -- | -- | -- | -- | -- | -- | -- | -- | -- | -- | -- | -- | -- | -- | -- | -- | -- | -- | -- |
| Terrain   | E  | D  | E  | D  | E  | D  | E  | D  | E  | D  | E  | D  | E  | D  | E  | E  | D  | E  | D  | E  | D  | E  | D  | E  | D  | E  | D  | E  | D  | E  | D  | D  | E  | D  |
| Résultats | N  | V  | D  | D  | D  | N  | V  | N  | D  | V  | D  | N  | D  | V  | N  | V  | D  | N  | N  | N  | N  | D  | N  | D  | N  | N  | V  | D  | V  | N  | N  | D  | D  | D  |
| Points    | 1  | 3  | 3  | 3  | 3  | 4  | 6  | 7  | 7  | 9  | 9  | 10 | 10 | 12 | 13 | 15 | 15 | 16 | 17 | 18 | 19 | 19 | 20 | 20 | 21 | 22 | 24 | 24 | 26 | 27 | 28 | 28 | 28 | 28 |
| Place     | 6  | 6  | 11 | 14 | 14 | 14 | 12 | 13 | 12 | 12 | 13 | 12 | 13 | 12 | 12 | 12 | 12 | 12 | 12 | 12 | 12 | 13 | 13 | 13 | 13 | 13 | 12 | 13 | 12 | 11 | 11 | 12 | 13 | 13 |

Source : Liste des rencontres

Terrain : D = Domicile ; E = Extérieur. Résultat: D = Défaite ; N = Nul ; V = Victoire.

### Autres références
1. ↑  « Classement Division 2 1976-1977 » (consulté le 3 août 2022)
2. ↑  « Classement Division 1 1976-1977 » (consulté le 3 août 2022)
3. ↑  « Classement de Division 2 à la 16e journée » (consulté le 3 août 2022)
4. ↑  « Classement Division 2 1977-1978 » (consulté le 3 août 2022)
5. ↑  « Jacques Castellan - Stats et palmarès » (consulté le 3 août 2022)
6. ↑  « Les résultats - 6e tour » (consulté le 3 août 2022)
7. ↑  « Les résultats - 7e tour » (consulté le 3 août 2022)
8. 1 2  « Stade quimpérois 1977-1978 » (consulté le 3 août 2022)
9. ↑  « Bilan Division 2 1977-1978 » (consulté le 3 août 2022)
10. ↑  « Stade quimpérois saison 1977-1978 » (consulté le 3 août 2022)
11. ↑  « Football - Quimper Cornouaille FC » (consulté le 3 août 2022)
12. ↑  « Quimper saison 1977 / 1978 » (consulté le 3 août 2022)